# Юлиобрига
Юлиобрига (лат. Iuliobriga, др.-греч. Ἰουλιὃβριγα, исп. Julióbriga) — крупный торговый и политический центр Римской Кантабрии, упоминаюшийся в работах многих античных авторов, включая Плиния Старшего. Традиционно место расположения города идентифицируют с руинами близ поселения Ретортильо (Кантабрия, муниципалитет Кампоо-де-Энмедио). 
Город был основан во времена  Кантабрийских войн между 15 и 13 годами до н.э. на холме Ретортильо (917 м над уровнем моря) IV Македонским легионом, и получил своё название в память о приёмном отце императора Октавиана Августа Юлии Цезаре (Iulio — Юлий; -briga — укреплённое поселение. Дословно «укреплённый город Юлия»).
Как и другие подобные города Римской империи, Юлиобрига стала одним из центров романизации местного населения, кроме того, удачное расположение рядом с образованной рекой Эбро долиной Кампоо, открывало удобные пути для связи как с  Месетой, так и побережьем  Бискайского залива. Но, несмотря на это, население росло медленно, достигнув своего пика в конце I—начале II века, после чего начался отток жителей из Юлиобриги, пока в III веке город окончательно не опустел.
К V веку на территории Юлиобриги действовали кладбище и небольшая романская церковь, а вокруг располагались небольшие поселения. В 1057 году эти земли были переданы монастырю Святой Юлианы (исп. Abadía de Santa Juliana).